# Ruschia festiva
Ruschia festiva är en isörtsväxtart som först beskrevs av Nicholas Edward Brown, och fick sitt nu gällande namn av Schwant. Ruschia festiva ingår i släktet Ruschia och familjen isörtsväxter. Inga underarter finns listade i Catalogue of Life.